# Districte de Ballymena
El districte de Ballymena és un districte amb estatut de borough a Irlanda del Nord. És un dels 26 districtes creats l'1 d'octubre de 1973 i cobreix la ciutat de Ballymena i les àrees circumdants incloent Broughshane, Cullybackey, Galgorm, Ahoghill i Portglenone. Té uns 520 kilòmetres quadrats i una població de 64.044 habitants segons el cens de 2011. Té una situació central a Irlanda del Nord entre l'autovia M2 i la línia de ferrocarril Belfast-Derry. Està a 29 kilòmetres de l'aeroport Internacional de Belfast i a 48 de l'Aeroport de la Ciutat de Belfast.

## Consell municipal
L'actual burg de Ballymena fou creat en 1973 de la unió de l'antic burg municipal de Ballymena amb el districte rural de Ballymena. El nou consell assolí en 1937 carta d'incorporació del burg municipal, continuant amb l'estatut de burg i alcaldia.
El burg es divideix en quatre àrees electorals: Ballymena North, Ballymena South, Bannside, i Braid, que voten 24 consellers. El consell és escollit cada quatre anys pel sistema de representació proporcional. Les darreres eleccions van tenir lloc en maig de 2009, però el 25 d'abril de 2008, Shaun Woodward, Secretari d'Estat per a Irlanda del Nord anuncià que les eleccions previstes per a 2009 eren posposades fins a la introducció dels 11 nous consells en 2011. La reforma proposada fou abandonada en 2010, i finalment se convocaren les eleccions locals a Irlanda del Nord de 2011 El febrer de 2012 la composició política del consell era: 
- 12 Partit Democràtic Unionista (DUP)
- 4 Partit Unionista de l'Ulster (UUP)
- 2 Veu Unionista Tradicional (TUV)
- 2 Social Democratic and Labour Party (SDLP)
- 2 Sinn Féin
- 1 Alliance
- 1 Independent.[4]

L'alcalde de Ballymena per 2011-12 és Hubert Nicholl (DUP).